# (38813) 2000 RP72
2000 RP72 (asteroide 38813) é um asteroide da cintura principal. Possui uma excentricidade de 0.18618250 e uma inclinação de 1.02027º.
Este asteroide foi descoberto no dia 2 de setembro de 2000 por LINEAR em Socorro.